# Cefadroxil
Cefadroxil ou cefadroxila é uma fármaco pertencente ao sub-grupo das Cefalosporinas de 1.ª geração. Como todas as cefalosporinas é um antibiótico beta lactâmico.

## Indicações
A cefadroxil está indicada nas infecções provocadas por microrganismos gram + (preferencialmente) e gram - susceptíveis, como por exemplo infecções urinárias, faringites, sinusites, infecções respiratórias, infecções da pele e tecidos moles e amigdalites.
Nota: esta cefalosporina tem pouca actividade sobre a Haemophilus influenzae.

## Reacções adversas
- Aparelho digestivo - náuseas, vómitos e diarreia sobretudo com doses elevadas.
- Sangue - eosinofilia, agranulocitose e trombocitopenia ocorrem raramente.
- Fígado - alterações das enzimas hepáticas e icterícia colestática (raro).
- hipersensibilidade - pode provocar reacções de hipersensibilidade caracterizadas geralmente por erupções cutâneas, urticária, prurido, artralgias e por vezes, embora raramente, reacções anafilácticas.

Nota: Cerca de 10% dos doentes com hipersensibilidade às penicilinas desenvolvem
também reacções de hipersensibilidade às cefalosporinas.
- Hemorragias - as cefalosporinas que na sua fórmula molecular contêm o  grupo químico  tetrazoltiometil aumentam o risco de desenvolvimento de efeitos hemorrágicos (hipoprotrombinemia) e reacções tipo dissulfiram.

## Contra indicações e precauções
- em doentes com história de  hipersensibilidade às penicilinas.
- em doentes com Insuficiência renal, deve ser reduzida a posologia.

## Interacções
Não deve ser administrada concomitantemente com probenecida porque esta substância inibe competitivamente a secreção tubular das cefalosporinas, podendo causar um aumento significativo das suas concentrações séricas.

## Farmacocinética
- A cefadroxil é absorvida no trato gastro-intestinal.
- A cefadroxil atravessa a barreira placentária e aparece em pequenas doses no leite materno.
- A cefadroxil pode ser eliminada através de hemodiálise.

## Posologia
A dose empregada de acordo com o Prontuário Terapêutico Infarmed é de 1 a 2 g/dia,  de 12 em 12 horas ou em dose única em casos de infecções urinárias.

## Excreção
A cefadroxil é eliminada pela urina. (Cerca de 90% sobre a forma intacta de cefradoxil)

## Nomes comerciais
| Nome do medicamento | Comercializado em                                                        |
| Adroxef             | Chile                                                                    |
| Androxyl            | Hong Kong                                                                |
| Amben               | Hong Kong                                                                |
| Baxan               | Inglaterra                                                               |
| Biodroxil           | Áustria, Chile, Hong Kong, Hungria, Israel                               |
| Biofaxil            | Portugal                                                                 |
| Cedrox              | Alemanha                                                                 |
| Cefabiot            | Argentina                                                                |
| Cefacar             | Argentina                                                                |
| Cefacile            | Portugal                                                                 |
| Cefacilina          | Argentina                                                                |
| Cefadril            | Itália, Tailândia                                                        |
| Cefadroxon          | Brasil                                                                   |
| Cefalom             | Grécia                                                                   |
| Cefamar             | Argentina                                                                |
| Cefamox             | Brasil, Chile, México, Suécia                                            |
| Cefasin             | Argentina                                                                |
| Cefatenk            | Argentina                                                                |
| Ceforal             | Portugal                                                                 |
| Cefra               | Portugal                                                                 |
| Ceoxil              | Itália                                                                   |
| Cephos              | Itália                                                                   |
| Cipadur             | África do Sul                                                            |
| Dacef               | África do Sul                                                            |
| Drofaxil            | Brasil                                                                   |
| Droxil              | Argentina                                                                |
| Duracef             | Áustria, Bélgica, Espanha, Finlândia, Hong Kong, Hungria, Israel, México |
| Duricef             | Canadá, Singapura, Estados Unidos da América                             |
| Foxil               | Itália                                                                   |
| Gruncef             | Alemanha                                                                 |
| Kandicin            | Argentina                                                                |
| Kleotrat            | Grécia                                                                   |
| Klonadroxil         | Argentina                                                                |
| Lydroxil            | Índia                                                                    |
| Moxacef             | Bélgica, Grécia                                                          |
| Nefalox             | Grécia                                                                   |
| Neo Cefadril        | Brasil                                                                   |
| Odoxil              | Índia                                                                    |
| Oracefal            | França                                                                   |
| Oradroxil           | Itália                                                                   |
| Sofidrox            | Hong Kong, Malásia, Singapura                                            |
| Ultracef            | Irlanda                                                                  |
| Vepan               | Índia                                                                    |
| Versatic            | Argentina                                                                |